# Captura de pantalla

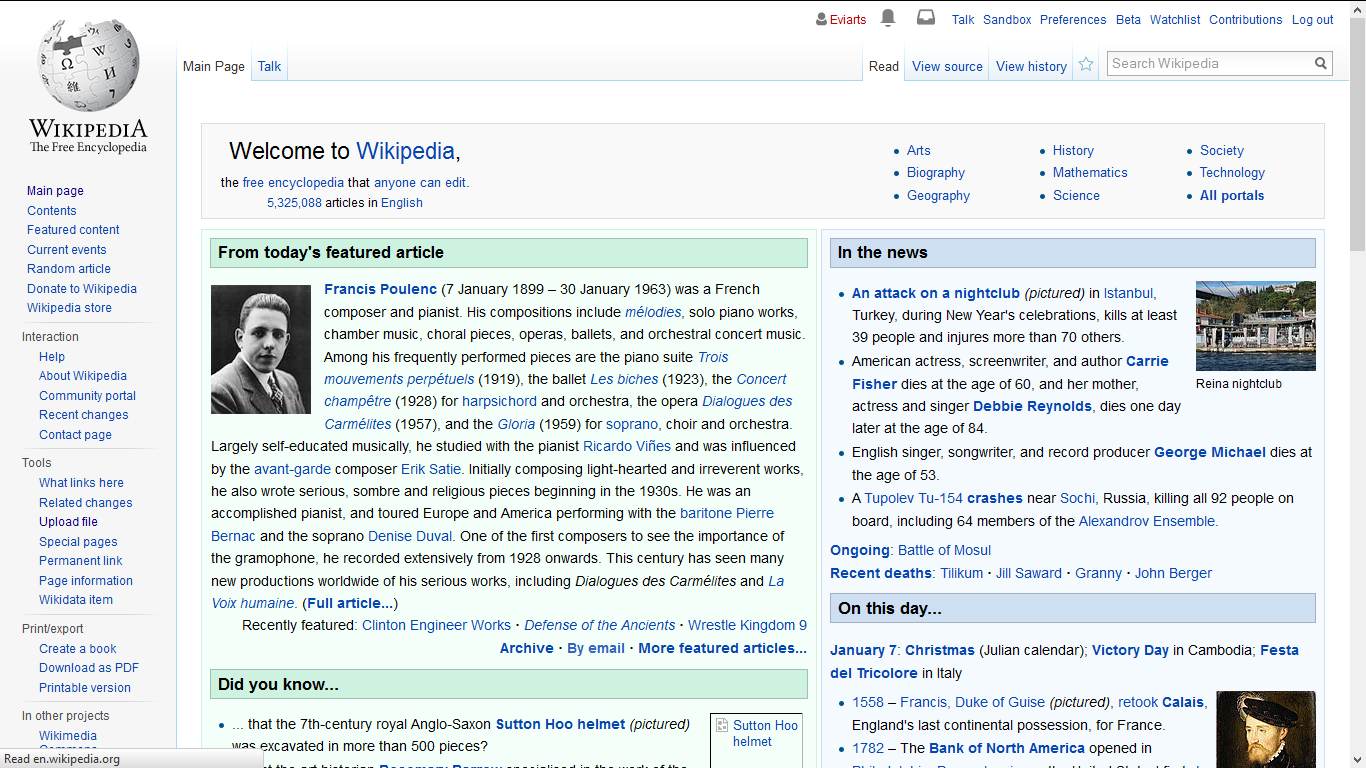
Una captura de pantalla de la página principal de Wikipedia en enero de 2017

Una captura de pantalla o pantallazo es una foto tomada por una computadora o un teléfono inteligente para capturar los elementos vistos en la pantalla del monitor u otro dispositivo de salida visual. Generalmente es una imagen digital tomada por el sistema operativo o aplicaciones, siendo ejecutada en la computadora o teléfono.
Las capturas de pantalla se suelen usar para ilustrar y explicar un programa, un problema particular que un usuario pueda tener o, de manera más general, cuando la salida de la pantalla se debe mostrar a otros o ser archivada.
La manera habitual de realizar una captura de pantalla en computadora es pulsando la tecla Imprimir Pantalla (a veces llamada Print Screen, Impr Pant, Imp Pant, ImpPnt o SysRq PrtScn) situada en la parte superior derecha del teclado. Dependiendo del sistema operativo o entorno de escritorio, el proceso de la captura puede variar:

## Linux
- En sistemas con entorno KDE o GNOME, una pequeña ventana nos invita a establecer un nombre y un destino para almacenar la imagen.
- En Android, a partir de la versión 3.0 Honeycomb (Sistema Operativo solo para tabletas) es posible realizar la captura de pantalla seleccionando la opción en la barra inferior, ya desde la versión 4.0 Ice Cream Sandwich se realiza oprimiendo los botones bajar volumen y encendido al mismo tiempo durante un par de segundos (puede variar según el dispositivo y la marca).
- En Debian 10, en su versión completa viene incorporado el Capturador de Pantalla, permite capturar todo el escritorio, una zona en específica o la ventana actual. El resultado de la captura puede ser copiado al portapapeles o ser grabado como archivo PNG.

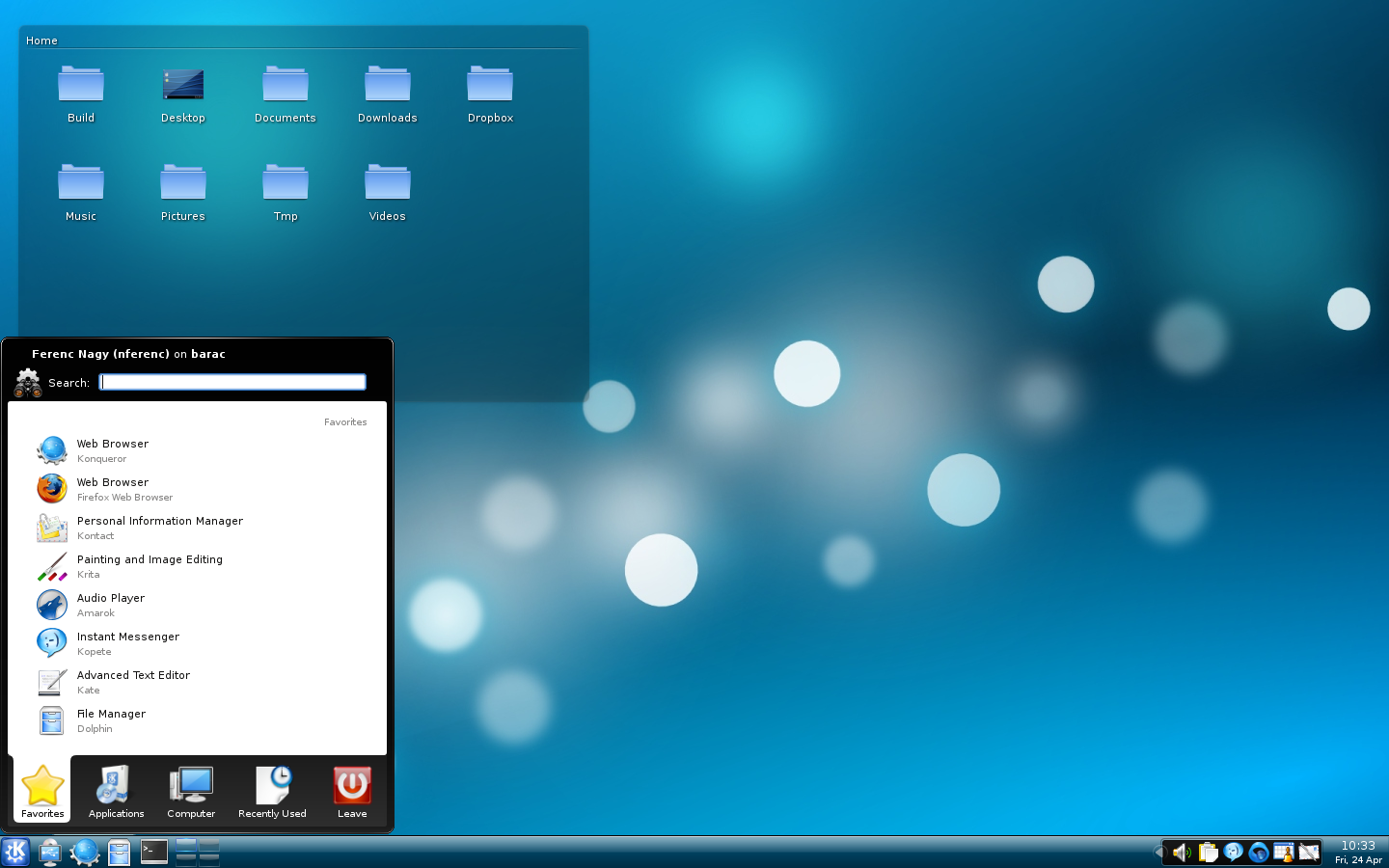
Captura de pantalla en el sistema operativo Kubuntu.
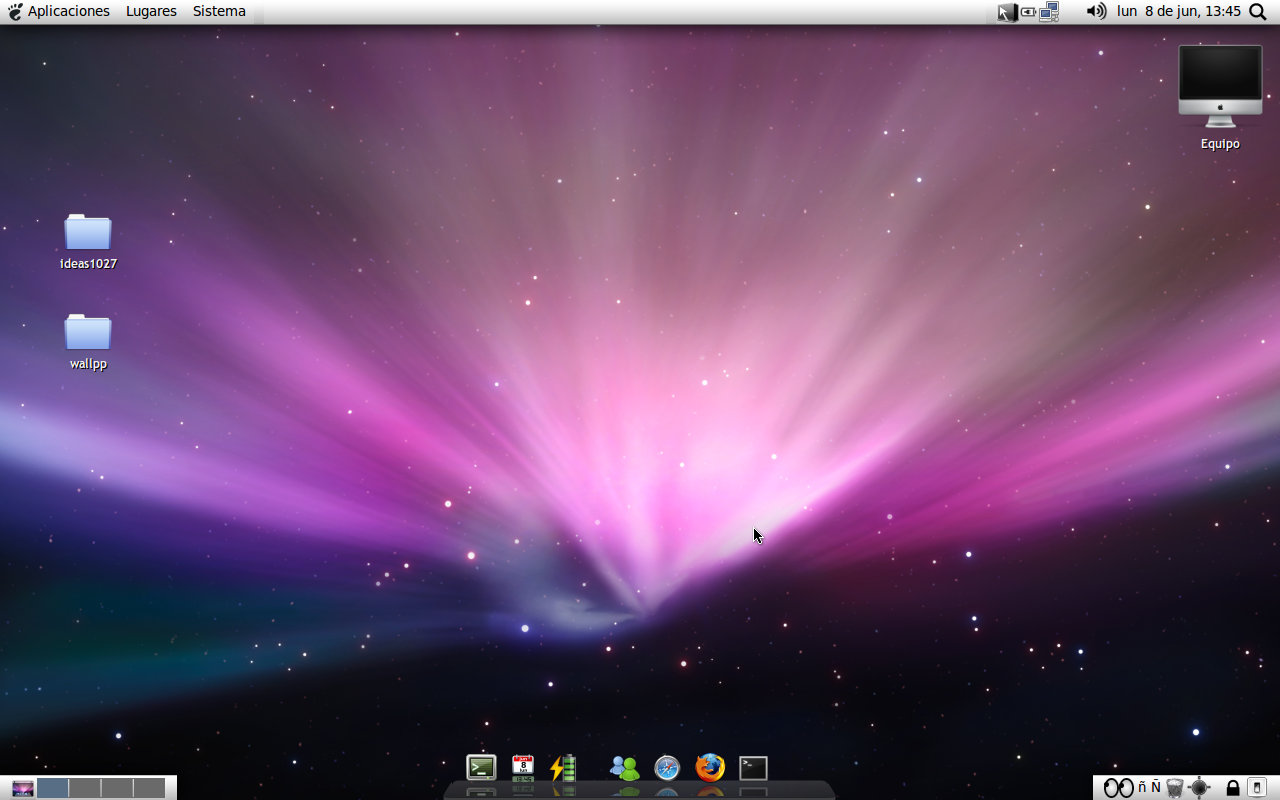
Captura de pantalla de Ubuntu al estilo Mac OS.

## Mac
- En sistemas Mac OS, pulsando las teclas Command+⇧ Mayús+3 se obtiene una captura de pantalla que se guarda en el escritorio.
- Con Command+Opción+⇧ Mayús+3 se guarda en el portapapeles, y se puede pegar posteriormente en un documento.
- Las mismas combinaciones con la tecla 4 (en vez de 3) en vez de guardar toda la pantalla, permite seleccionar con el ratón la parte que interesa.

## Windows
- En sistemas Microsoft Windows la imagen se almacena en el portapapeles. Por lo tanto para obtener el pantallazo será necesario pegar el contenido del portapapeles (en un procesador de textos u otros programas de ofimática) o  acudir en un editor de imágenes (como Microsoft Paint) para

modificarlo y guardarlo. De esta forma posteriormente puede ser tratado como un archivo independiente. Si además de pulsar la tecla Impr Pant se pulsa la tecla Alt se obtiene una captura de la ventana que se encuentra activa en ese momento en lugar del escritorio completo.
- En Windows 7, ahora es posible hacer capturas de pantalla mediante el programa "Recortes", que está instalado por defecto. Windows 7 dispone también de la aplicación "Grabación de acciones de usuario" (psr)[1] que permite grabar una captura de pantalla cada vez que el usuario aprieta un botón del ratón.
- En Windows 8 se mejora la función de captura, pulsando las teclas ⊞ Win+Impr Pant o ⊞ Win+Pet Sis se obtiene un pantallazo que se guarda automáticamente, creando una carpeta llamada "Screenshots" en la carpeta "Imágenes". Donde las capturas tomaran un nombre "Captura de pantalla", con una numeración consecutiva "(#)" y un formato ".png" predeterminados, resultando como nombre "Captura de pantalla (#).png".
- En Windows RT, se  ha de mantener pulsado el botón "Windows", situado debajo de la pantalla. Al mismo tiempo, se ha de pulsar el botón "Bajar Volumen" en el lateral izquierdo de la tableta. La pantalla debe difuminarse durante un segundo, para indicar que se ha realizado una captura. La imagen se guarda  en la biblioteca de Imágenes,  en una nueva carpeta denominada "Capturas de Pantalla".[2]
- En Windows Phone 8, se encuentre o no bloqueado el móvil, se ha de pulsar simultáneamente los botones ⊞ Win+Power (Power+VOL + en caso de que la tecla ⊞ Win se oculte por la pantalla). Las capturas se guardan a su tamaño original en la aplicación de fotos, dentro del álbum "Imágenes".
- En Windows 10 es posible usar la evolución de la herramienta "Recortes" pulsando ⊞ Win+⇧ Mayús+S. Se puede seleccionar entre los modos: pantalla completa, ventana, recorte rectangular o recorte de forma libre. La captura se copiara automáticamente al portapapeles, pero también aparecerá una notificacion que si es clickada abrirá un editor de imágenes que nos permitirá retocarla ligermanete, así como guardarla.

## Screencast
Otro tipo de capturas son las que recogen una gran cantidad de pantallazos seguidos y registran, además, la entrada de audio, dando como resultado un archivo de vídeo a modo de «película» que permite experimentar el observar la pantalla como si hubiésemos estado delante. Esto se conoce como screencast.